# Famille Forbes (Boston)
Ne doit pas être confondu avec l'autre famille Forbes, éditrice du magazine homonyme
Pour les articles homonymes, voir Forbes (homonymie).
La famille Forbes est une famille fortunée américaine originaire de Boston. La fortune familiale a débuté au cours du XIXe siècle par le commerce, principalement d'opium, entre l'Amérique du Nord et la Chine, puis dans le chemin de fer entre autres investissements. Le nom vient d'immigrants écossais dont la première trace sur le sol américain date de John Forbes en 1740. Il descendrait de Sir John de Forbes, lié au clan Forbes dans le nord-est de l'Écosse au XIIe siècle.
Un des membres notables de la famille est John Murray Forbes (1813–1898), un de ceux de la première génération qui a fait fortune. Deux autres sont les hommes politiques John Kerry et Brice Lalonde.
L'autre famille Forbes (celle du magazine), bien qu'originaire de la même région d'Écosse, n'a pas de lien de parenté avec elle.

## Source
- (en) Cet article est partiellement ou en totalité issu de l’article de Wikipédia en anglais intitulé « Forbes family » (voir la liste des auteurs).